# Bjarke Falgren
Bjarke Falgren (* 3. Januar 1979) ist ein dänischer Jazz- und Folkmusiker (Geige, Komposition).

## Leben und Wirken
Falgren erhielt seit seinem siebten Lebensjahr Geigenunterricht. Er wurde am Rytmisk Musikkonservatorium ausgebildet und erhielt zum Abschluss im Frühjahr 2002 den Talentpreis dieser Hochschule.
Falgren hat bisher elf Alben mit seinem Quartett, im Duo mit dem Gitarristen Sönke Meinen (Postcard to Self) oder dem Bandoneonisten Paolo Russo sowie in anderen Konstellationen veröffentlicht und tourte weltweit. Weiterhin arbeitete er mit Musikern wie Ana Silvera, Mathias Heise, Jacob Fischer, Henrik Gunde, Cæcilie Norby, Søren Huss, Mike Sheridan, Mads Langer, Mike Marshall, Darol Anger, Daniel Herskedal, Johnny Madsen, Kaya Brüel, Nico Gori, Hilde Louise Asbjørnsen, Billie Koppel, Nikolaj Busk, Mikkel Nordsø oder den Bands Outlandish, Catbird, Masaa bzw. dem Odense Symphony Orchestra. Außerdem verfasste er die Filmmusik für den Spielfilm „The Birds Over the Sound“ und den Dokumentarfilm „Cool Cats“. Er unterrichtet an drei Musikhochschulen.

## Preise und Auszeichnungen
Bereits 2003 wurde Falgren bei den Danish Music Awards als „Dänischer Jazzmusiker des Jahres“ nominiert; 2010 wurden Nikolaj Busk und er dort für ihr Album Duet für das „Folkalbum des Jahres“ ausgezeichnet. 2017 erhielt er den Ellen and Svend Asmussen Prize und den Trelleborg Kulturpreis Grundtvig-Marie prisen.